# 摩莉甘

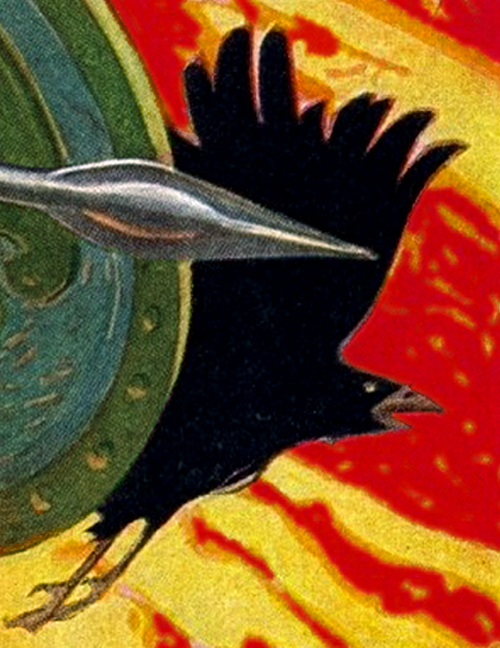
摩莉甘化身為烏鴉

摩莉甘（Mórrígan），小說"鋼鐵德魯伊"中譯為莫利根，是凱爾特神話中的戰爭和命運的三位女神之一，特別是在戰鬥預言的厄運、死亡或勝利相關。摩莉甘一詞意為“偉大的女王（Great Queen）”，她是艾爾瑪斯的女兒，同时也是達格達的愛妃。她在萬聖夜時與達格達圓房，並保證大地萬物繁衍不息。她還曾经幫助達努之子在麥格图雷德戰役中擊敗了醜陋的深海巨人。
有戰爭之處，必有其身影出現，并以魔力為戰局常帶來種種不可思議的影響。摩莉甘與另外兩個姐妹馬夏與妮潘共同組合為三位一體女神芭依波卡赫（Badhbh Cath），名稱的意思為“化身為黑烏鴉的戰爭女神”。摩莉甘則是三位女神中的長者，也是組合中最為出名的一位戰爭女神。流傳常將摩根勒菲與摩莉甘視作同一人物，甚至有些傳說與文獻還描述摩根勒菲的前世就是摩莉甘。

## 形象
摩莉甘多以女武士的樣子現身於戰場，掌管死亡、預言、戰爭之女神，有時也會表示跟土地有關之豐饒，經常幻化成烏鴉在戰場上飛翔，對死者宣告死亡，灰色是代表它的色彩。坐在兩匹鮮紅色的戰馬所拉之馬車上，手拿兩把長槍，身著紅色的衣服與外套，眼裡則閃耀著不詳的鮮紅光芒。不過，大多時候她都會化身成為黑烏鴉或夜鷹盤旋在硝煙瀰漫的戰場半空中，恐嚇戰士或宣告死亡的來臨，也經常以死屍為食。她統治著傳說中的幸運島，那邊是死去英雄歸屬之地。
摩莉甘身為三性女神，同時也能化身為純潔的少女或年邁的老嫗。

在第二次莫伊圖拉戰爭中，雙方開戰的前一天晚上，達南神族的首領努亞達(Nuada)在路上撿到了一個女孩，這個女孩沒有語言能力，但是他卻可以與她進行精神層面的溝通，於是把她帶回了駐地。
當月亮升起來的時候，這個女孩告訴他弗摩爾(Fomoria)人已經準備好了陷阱，他們的首領已經修煉成了一種大範圍殺傷性的禁忌魔法，要萬分小心。而這女孩就是摩莉甘的化身。
第二天的戰鬥異常激烈，達南神族的很多戰士都被這種魔法殺死了，關鍵時刻摩莉甘以黑色烏鴉形態飛翔在戰場上空，幫助達南神族扭轉了戰局。最終達南神族獲勝，但在首領努亞達陣亡的情況下，英雄魯格(Lugh)成為了繼任的領導者。
之後摩莉甘的形像在凱爾特神話裡幾經演變，越來越陰暗，最終成為了死亡女神。這個轉折點是神話裡第一部分中的《Raiding of the Cattle of Cooley》半神英雄庫胡林(Cuhulainn)獨自抵抗康諾特(Connacht)進攻的部分，庫胡林好勇善戰卻英年早逝，但他的死亡是因為受到了摩莉甘的詛咒，因為他拒絕了摩莉甘的感情。

摩莉甘最終在神話裡嫁給了圖哈德達南族的第一任領袖——大地之神達哥達(Daghda)，達格達是大地母神達奴(Danu)的孩子，所以摩莉甘才被算入達南神族。
從本質上講，摩莉甘形象逆轉性的變化是由凱爾特文明逐漸發展所決定的，也可以說是必然的。摩莉甘信仰誕生的時期，凱爾特民族還處於母系氏族晚期，這一時期，在生產生活中仍然是以女性為主導，隨著凱爾特民族生產力和文明的發展，並伴隨著越來越多的對外戰爭，男性逐漸成為凱爾特民族的主導力量，婦女地位下降。男性在執掌社會後，便需要更多以男性為形象的神來作為信仰對象，婦女地位下降也導致女神信仰為主的神學體系變動。到圖哈德達南時期，凱爾特信仰裡已經出現了很多男性神，魯格就是這一時期形成的信仰，魯格為太陽神或光之神，而在這之前代表這一信仰的是摩莉甘的姐妹馬夏。
隨著男性社會形態逐漸確立和發展，摩莉甘的形象越來越陰暗，最終變成執掌死亡的女神。而到基督教立足於愛爾蘭的時期，摩莉甘就已經變成的女巫甚至魔女的代名詞。

## 傳說
黑烏鴉是摩莉甘的心愛之物。在達南神族與深海巨人族之間的兩次大戰中，這位死亡女神均站在了達努神族的一邊。摩莉甘與庫胡林之間還有一段恩怨情仇。最終庫胡林無情的拒絕了她的求愛，並在憤怒之下傷害了摩莉甘，因此這英雄注定在戰場上難逃一死。當庫胡林戰死沙場時，摩莉甘又試圖去挽救他的生命，但為時已晚。後來摩莉甘狂喜至極，甚至化身為黑烏鴉永遠飛落在了這位英雄的肩膀上。